# Brunehaut (Bélgica)
Brunehaut es una comuna de la región de Valonia, en la provincia de Henao, Bélgica. A 1 de enero de 2019 tenía una población estimada de 8080 habitantes.
Se encuentra ubicada al sudoeste del país, cerca de la ciudad de Tournai, el rio Escalda y la frontera con el departamento francés de Norte.

## Secciones del municipio
El municipio comprende los antiguos municipios, que se fusionaron en 1977:
| - Bléharies - Guignies - Hollain - Jollain-Merlin - Wez-Velvain - Lesdain - Laplaigne - Rongy - Howardries |

## Demografía

### Evolución
Todos los datos históricos relativos al actual municipio, el siguiente gráfico refleja su evolución demográfica, incluyendo municipios después de efectuada la fusión el 1 de enero de 1977.
| Gráfica de evolución demográfica de Brunehaut entre 1846 y 2019 |
|                                                                 |